# Lista de residências reais do Reino Unido
As residências reais do Reino Unido são palácios, castelos e outras propriedades ocupadas por membros da Família Real Britânica em todo o território britânico. Algumas destas residências, como o Palácio de Buckingham e o Castelo de Windsor, detêm a condição de palácio real e são mantidos pela Coroa Britânica e confiadas ao uso do Soberano durante seu reinado, enquanto outros locais são de propriedade particular do ocupante do trono britânico. O Castelo de Balmoral e a Sandringham House, por exemplo, têm sido herdados pela Casa de Windsor há gerações. Outros edifícios que recebem o prefixo de "Palácio Real" não constituem, na realidade, residências; como é caso do Palácio de Westminster, que sedia o Parlamento do Reino Unido, e o Castelo de Hillsborough, na Irlanda do Norte.
Os palácios reais britânicos gozam de certos privilégios legais conhecidos como prerrogativas reais: por exemplo, há uma isenção de imposto sobre bebida alcoólica comercializada nas dependências do Palácio de Westminster e há isenções da legislação de saúde e segurança. De acordo com Leis da Inglaterra de Halsbury, não é possível prender uma pessoa dentro dos "limites" de um palácio real. Quando um palácio real é usado como residência da realeza (independentemente da presença factual do monarca), decisões judiciais não podem ser executadas no recinto.
Atualmente, as residências reais em uso da família real britânica são administradas e preservadas pela Royal Household do Reino Unido. Por outro lado, os palácios reais desocupados da Inglaterra, juntamente com o Castelo de Hillsborough, são de responsabilidade da organização Historic Royal Palaces.
Ao contrário das demais nações do Reino Unido, o País de Gales não abriga uma residência oficial para a Família real britânica. No entanto, Llwynywermod serve como residência privada do Príncipe de Gales.

## Residências reais em uso
| Residência real          | Residência real | Proprietário | Residentes | Localização                                         | Estilo arquitetônico      | Notas |
| ------------------------ | --------------- | ------------ | --- | --------------------------------------------------- | ------------------------- | --- |
| Palácio de Buckingham    |                 | Coroa        | - Carlos III e a Rainha Camila - Eduardo, Duque de Edimburgo e Sofia, Duquesa de Edimburgo | Londres, Inglaterra · 51° 30′ 03″ N, 0° 08′ 32,9″ O | Neoclássico               | O Palácio de Buckingham serve de residência oficial e principal local de gabinete do monarca britânico. Originalmente construído como uma mansão ducal no século XVII, o local foi adquirido por Jorge III em 1761 e passou a abrigar a residência dos monarcas britânicos após uma extensa reforma empreendida pela Rainha Vitória na década de 1830. |
| Castelo de Windsor       |                 | Coroa        | - Carlos III e a Rainha Camila | Windsor, Berkshire, Inglaterra                      | Tudor Georgiano Vitoriano | Windsor é o maior e mais antigo castelo real ainda ocupado na Europa. Residência real inglesa desde o século XI, o Castelo possui um grande parque que abriga diversas outras residências reais sendo utilizado principalmente como residência de veraneio do monarca britânico e sede de cerimônias oficiais da realeza, como a Ordem da Jarreteira. |
| Palácio de Holyroodhouse |                 | Coroa        | - Carlos III e a Rainha Camila | Edimburgo, Escócia                                  | Barroco Vitoriano         | O local foi fundado no século XII como um mosteiro agostiniano e passou por sucessivas reformas ao longo dos reinados de Jaime IV e Jaime V da Escócia no século XVI. Desde o reinado de Jorge V, o palácio serve como residência oficial do monarca britânico na Escócia. |
| Castelo de Hillsborough  |                 | Coroa        | - Carlos III e a Rainha Camila | Down, Irlanda do Norte                              | Georgiano                 | Construído no século XVIII como residência de campo irlandesa, o Castelo de Hillsborough abriga o gabinete e residência do Secretário de Estado da Irlanda do Norte além de abrigar membros da Família Real Britânica quando presentes em território norte-irlandês. |
| Palácio de St. James     |                 | Coroa        | - Ana, Princesa Real - Princesa Beatriz e Edoardo Mapelli Mozzi - Princesa Alexandra de Kent | Londres, Inglaterra                                 | Tudor                     | O Palácio de St. James constitui um dos mais antigos palácios ingleses ainda em uso pela Coroa, remontando ao início da década de 1530. Construído por Henrique VIII de Inglaterra, o local foi o palácio alternativo dos monarcas ingleses durante a Era Tudor dividindo as funções de residência real com o histórico Palácio de Whitehall. Atualmente, sedia diversas cerimônias de Estado e serve de residência a alguns membros da Família real britânica. |
| Clarence House           |                 | Coroa        | - Carlos III e a Rainha Camila | Londres, Inglaterra                                 | Georgiano                 | Propriedade de graça e favor. |
| Palácio de Kensington    |                 | Coroa        | - Guilherme, Príncipe de Gales e Catarina, Princesa de Gales - Príncipe Ricardo, Duque de Gloucester e Brigite, Duquesa de Gloucester - Príncipe Miguel de Kent e Maria Cristina, Princesa Miguel de Kent | Londres, Inglaterra                                 | Barroco                   | Parte dos Historic Royal Palace, e também, propriedade de graça e favor. |

## Palácios reais adquiridos pela Coroa
Os palácios reais não residenciais e algumas partes de palácios reais em Londres e um na Irlanda do Norte, que ainda são propriedade da Coroa, são geralmente administrados por uma instituição de caridade pública chamada Historic Royal Palaces (a menos que ainda sejam usados pelo governo, como o Palácio de Westminster). Eles são:
- Banqueting House Whitehall
- Torre de Londres
- Palácio de Kew com o Queen Charlotte's Cottage
- Castelo de Hillsborough (exceto quando em uso pela monarquia)

## Residências privadas

### Londres
| Residência           | Residência | Proprietário | Residentes                                                  | Localização         | Estilo arquitetônico | Notas |
| -------------------- | ---------- | ------------ | ----------------------------------------------------------- | ------------------- | -------------------- | --- |
| Ivy Cottage          |            | Coroa        | Princesa Eugênia e Jack Brooksbank                          | Londres, Inglaterra | Vitoriano            | Localizada na propriedade do Palácio de Kensington, é uma residência de graça e favor ocupada pela Princesa Eugénia e seu marido, Jack Brooksbank, desde abril de 2018. |
| Wren House           |            | Coroa        | Príncipe Eduardo, Duque de Kent e Catarina, Duquesa de Kent | Londres, Inglaterra |                      | Residência real em Londres, também um palácio do Historic Royal Palaces.                                                                                                |
| Thatched House Lodge |            | Coroa        | Princesa Alexandra de Kent                                  | Londres, Inglaterra |                      | Residência oficial de campo, alugada pelo Crown Estate. |

### Windsor e arredores
| Residência       | Residência | Proprietário | Residentes                                                         | Localização         | Estilo arquitetônico | Notas                                                         |
| ---------------- | ---------- | ------------ | ------------------------------------------------------------------ | ------------------- | -------------------- | ------------------------------------------------------------- |
| Adelaide Cottage |            | Coroa        | Guilherme, Príncipe de Gales e Catarina, Princesa de Gales         | Windsor, Inglaterra |                      | Localizado no Windsor Home Park, perto do Castelo de Windsor. |
| Frogmore Cottage |            | Coroa        |                                                                    | Windsor, Inglaterra |                      |                                                               |
| Royal Lodge      |            | Coroa        | Príncipe André, Duque de York                                      | Windsor, Inglaterra | Tudor                | Alugado da Crown Estate.                                      |
| Bagshot Park     |            | Coroa        | Príncipe Eduardo, Duque de Edimburgo e Sofia, Duquesa de Edimburgo | Surrey, Inglaterra  | Vitoriano            | Alugado da Crown Estate.                                      |

### Balmoral
| Residência          | Residência | Proprietário | Residentes                 | Localização            | Notas |
| ------------------- | ---------- | ------------ | -------------------------- | ---------------------- | --- |
| Castelo de Balmoral |            | Privado      | Carlos III e Rainha Camila | Aberdeenshire, Escócia | Herdados de Elizabeth II para o rei Carlos II depois de sua morte.                                                                                                  |
| Birkhall            |            | Privado      | Carlos III e Rainha Camila | Aberdeenshire, Escócia | Anteriormente propriedade da Rainha Isabel, a Rainha Mãe; localizado na propriedade do Castelo de Balmoral. Carlos III herdou a casa quando sua avó morreu em 2002. |
| Craigowan Lodge     |            | Privado      | Carlos III e Rainha Camila | Aberdeenshire, Escócia | Herdado de Elizabeth II. |

### Em outros lugares do Reino Unido
| Residência        | Residência | Proprietário        | Residentes                                                                                | Localização                                 | Notas |
| ----------------- | ---------- | ------------------- | ----------------------------------------------------------------------------------------- | ------------------------------------------- | --- |
| Sandringham House |            | Privado             | Carlos III e Rainha Camila                                                                | Sandringham, Norfolk, Inglaterra            | Herdado de Elizabeth II                                                                                                   |
| Anmer Hall        |            | Privado             | Guilherme, Príncipe de Gales e Catarina, Princesa de Gales                                | Sandringham, Norfolk, Inglaterra            | Localizado nos terrenos da Sandringham House. Presente de casamento de Elizabeth II para o Príncipe Guilherme e Catarina. |
| Highgrove House   |            | Ducado da Cornualha | - Carlos III e Rainha Camila - Guilherme, Príncipe de Gales e Catarina, Princesa de Gales | Gloucestershire, Inglaterra                 | O controle da casa foi transferido para Guilherme, Príncipe de Gales, quando ele herdou o Ducado da Cornualha.            |
| Llwynywermod      |            | Ducado da Cornualha | Príncipe de Gales e Princesa de Gales                                                     | Myddfai, Carmarthenshire, País de Gales     | Residência habitual de campo do Príncipe de Gales no País de Gales.                                                       |
| Tamarisk          |            | Ducado da Cornualha | Príncipe de Gales e Princesa de Gales                                                     | Ilhas Scilly, Inglaterra                    | |
| Gatcombe Park     |            | Privado             | Ana, Princesa Real                                                                        | Minchinhampton, Gloucestershire, Inglaterra | |

## Residências reais históricas
| Residência | Residência          | Localização                 | Residente(s) | Período em uso                |
| ---------- | ------------------- | --------------------------- | --- | ----------------------------- |
|            | Castelo Abergeldie  | Aberdeenshire, Escócia      | Vitória Isabel II | 1848-1970                     |
|            | Palácio de Althorp  | Apethorpe, Inglaterra       | Jaime I Carlos I |                               |
|            | The Albany          | Londres, Inglaterra         | Frederico, Duque de Iorque | 1791-1802                     |
|            | Castelo de Allerton | North Yorkshire, Inglaterra | Frederico, Duque de Iorque | 1786-1789                     |
|            | Banqueting House    | Londres, Inglaterra         | |                               |
|            | Palácio de Beaulieu | Chelmsford Inglaterra       | Henrique VIII Eduardo VI Maria I Isabel I | 1517-1622                     |
|            | Cumberland Lodge    | Windsor, Inglaterra         | Guilherme, Duque de Cumberland Henrique, Duque de Cumberland e Strathearn Ana, Duquesa de Cumberland Augusto, Duque de Sussex Helena de Schleswig-Holstein | 1746-1803 1830-1843 1872-1923 |